# مود همفري
مود همفري (بالإنجليزية: Maud Humphrey)‏ هي رسامة توضيحية أمريكية، ولدت في 30 مارس 1868، وتوفيت في 1940.